# Okres Jászberény
Okres Jászberény (maďarsky Jászberényi járás) je jedním z devíti okresů maďarské župy Jász-Nagykun-Szolnok. Jeho centrem je město Jászberény.

## Sídla
V okrese se nachází celkem 9 měst a obcí.
Města
- Jászárokszállás
- Jászberény
- Jászfényszaru

Obce
- Jászágó
- Jászboldogháza
- Jászfelsőszentgyörgy
- Jászjákóhalma
- Jásztelek
- Pusztamonostor